# Jim Garrison
James Carothers Garrison, född Earling Carothers Garrison 20 november 1921, död 21 oktober 1992, var delstatlig åklagare i USA i New Orleans, från 1962 till 1973. Medlem av Demokratiska partiet och mest känd för sin utredning av mordet på John F. Kennedy samt rättegången mot Clay Shaw i samma ärende 1969, som slutade i att Shaw's frikändes.
Han var författare av tre böcker, varav en var huvudkällan till Oliver Stones film JFK från 1991, i vilken Garrison porträtterades av skådespelaren Kevin Costner, där Garrison själv hade en mindre roll som Earl Warren.